# Nemacheilus rueppelli
Nemacheilus rueppelli är en fiskart som först beskrevs av Sykes, 1839.  Nemacheilus rueppelli ingår i släktet Nemacheilus och familjen grönlingsfiskar. IUCN kategoriserar arten globalt som livskraftig. Inga underarter finns listade i Catalogue of Life.